# Guy Million
Guy Million (* 22. Mai 1932 in Colombes; † 4. Mai 2004 in Chalon-sur-Saône) war ein französischer Radrennfahrer.

## Sportliche Laufbahn
Million war im Straßenradsport aktiv. Von 1953 bis 1958 war er Unabhängiger und Berufsfahrer. Sein bestes Resultat als Radprofi war der 6. Platz im Boucles de la Seine 1957.
1957 nahm er an der Tour de France im Regionalteam der Île-de-France teil. Er wurde 56. und damit Letzter im Endklassement. Million wurde symbolischer Träger der Lanterne Rouge.